# Полушкіно (Одинцовський район)
Полушкіно (рос. Полушкино) — село в Одинцовському районі Московської області Російської Федерації.

## Розташування
Село Полушкіно входить до складу міського поселення Кубинка, воно розташоване поруч із Можайським шосе. Найближчі населені пункти Крутіци, Кримське, Дубки, Репище.

## Населення
Станом на 2006 рік у селі проживало 100 осіб.